# Unia Leszno

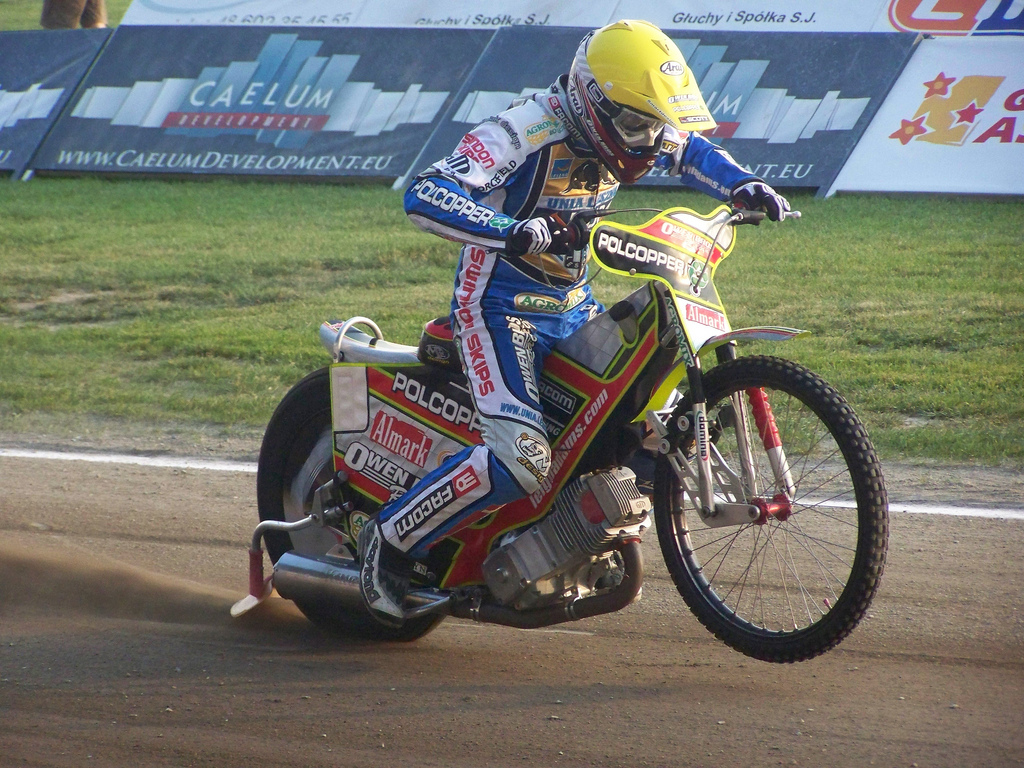
Leigh Adams w barwach Unii jeździł przez 15 sezonów

Unia Leszno (występuje pod nazwą Fogo Unia Leszno) – polski klub żużlowy z Leszna. 18-krotny drużynowy mistrz Polski.

## Historia klubu
Klub założony został 7 maja 1938 r. Na dobre rozwinął swoją działalność w latach powojennych. Legendą leszczyńskiego sportu żużlowego jest Alfred Smoczyk, najlepszy polski zawodnik końca lat 40., który zginął śmiercią tragiczną w 1950. Od 1951 aż po dzisiaj rozgrywany jest na jego cześć Memoriał Alfreda Smoczyka, który rangą w przeszłości porównywany był z indywidualnymi mistrzostwami Polski i często nazywany „rewanżem” za finał IMP.
Unia Leszno dziewiętnastokrotnie wygrywała rozgrywki ligowe. Na swoim koncie posiada jednak osiemnaście tytułów mistrzów Polski – decyzją PZM tytuł z 1984 klubowi odebrano za niesportowe zachowanie w meczu ostatniej kolejki ze Stalą Rzeszów, kiedy to przy stanie 41-25 dla Unii zespół przegrał cztery ostatnie biegi stosunkiem 1-5, co dawało rzeszowianom remis 45-45, który zapewniał im 8. miejsce, które zapewniało bezpośrednie utrzymanie się w lidze. Wyniki czterech ostatnich biegów zostały anulowane i został utrzymany wynik po 11 biegach. Pod względem dorobku medalowego w DMP Unia Leszno jest najbardziej utytułowanym klubem w Polsce.
Barwy leszczyńskiego klubu reprezentowało wielu znakomitych żużlowców, na czele z Romanem Jankowskim. Inni znani zawodnicy to: Kazimierz Adamczak, Zdzisław Dobrucki, Zenon Kasprzak, Mariusz Okoniewski, Józef Olejniczak, Stanisław Kowalski, Jerzy Kowalski, Włodzimierz Heliński, Czesław Piwosz, Grzegorz Sterna, Piotr Pawlicki, Zbigniew Krakowski, Jan Krzystyniak, Bernard Jąder, Zbigniew Jąder, Rafał Dobrucki, Alojzy Norek, Marian Kuśnierek, Stanisław Glapiak, Jarosław Hampel, Janusz Kołodziej, Grzegorz Zengota, Marek Bzdęga i legendarny Alfred Smoczyk, którego nazwiskiem nazwany jest leszczyński stadion. Z zawodników zagranicznych klub z Leszna reprezentowali bądź reprezentują tacy zawodnicy jak: Greg Hancock, Scott Nicholls, Jason Lyons, Leigh Adams, Lukáš Dryml, Nicki Pedersen, Emil Sajfutdinow, Fredrik Lindgren, Kenneth Bjerre, Mark Loram, Peter Kildemand, Jason Doyle,Joshua Pickering,Andzejs Lebedevs,Benjamin Cook,Chris Holder.

## Poszczególne sezony
| Sezon  | Rozgrywki ligowe | Rozgrywki ligowe | Rozgrywki ligowe | Rozgrywki ligowe | Uwagi                            |
| Sezon  | Liga             | Liga             | Miejsce          | Miejsce          | Uwagi                            |
| ------ | ---------------- | ---------------- | ---------------- | ---------------- | -------------------------------- |
| 1948   | Eliminacje       | Eliminacje       | 3/16             | 3/16             | Kwalifikacja do I ligi           |
| 1948   | I                | I liga           | 2/9              | 2/9              |                                  |
| 1949   | I                | I liga           | 1/9              | 1/9              |                                  |
| 1950   | I                | I liga           | 1/9              | 1/9              |                                  |
| 1951   | I                | Liga             | 1/10             | 1/10             |                                  |
| 1952   | I                | Liga             | 1/10             | 1/10             |                                  |
| 1953   | I                | Liga             | 1/10             | 1/10             |                                  |
| 1954   | I                | Liga             | 1/10             | 1/10             |                                  |
| 1955   | I                | I liga           | 5/6              | 5/6              |                                  |
| 1956   | I                | I liga           | 7/8              | 7/8              |                                  |
| 1957   | II               | II liga          | 2/7              | 2/7              |                                  |
| 1958   | I                | I liga           | 3/8              | 3/8              |                                  |
| 1959   | I                | I liga           | 6/8              | 6/8              |                                  |
| 1960   | I                | I liga           | 6/8              | 6/8              |                                  |
| 1961   | I                | I liga           | 4/8              | 4/8              |                                  |
| 1962   | I                | I liga           | 3/8              | 3/8              |                                  |
| 1963   | I                | I liga           | 4/8              | 8/8              |                                  |
| 1964   | I                | I liga           | 8/8              | 8/8              |                                  |
| 1965   | II               | II liga          | 6/9              | 4/9              |                                  |
| 1966   | II               | II liga          | 1/9              | 4/9              |                                  |
| 1967   | II               | II liga          | 2/10             | 2/10             |                                  |
| 1968   | II               | II liga          | 2/9              | 2/10             | Przegrane baraże o awans         |
| 1969   | II               | II liga          | 2/9              | 2/9              | Wygrane baraże o awans           |
| 1970   | I                | I liga           | 8/8              | 8/8              |                                  |
| 1971   | II               | II liga          | 3/8              | 3/8              |                                  |
| 1972   | II               | II liga          | 1/8              | 1/8              |                                  |
| 1973   | I                | I liga           | 5/8              | 5/8              |                                  |
| 1974   | I                | I liga           | 6/8              | 6/8              |                                  |
| 1975   | I                | I liga           | 3/8              | 3/8              |                                  |
| 1976   | I                | I liga           | 3/10             | 3/10             |                                  |
| 1977   | I                | I liga           | 2/10             | 2/10             |                                  |
| 1978   | I                | I liga           | 4/10             | 4/10             |                                  |
| 1979   | I                | I liga           | 1/10             | 1/10             |                                  |
| 1980   | I                | I liga           | 1/10             | 1/10             |                                  |
| 1981   | I                | I liga           | 3/10             | 3/10             |                                  |
| 1982   | I                | I liga           | 2/10             | 2/10             |                                  |
| 1983   | I                | I liga           | 2/10             | 2/10             |                                  |
| 1984 1 | I                | I liga           | 1/10             | 1/10             |                                  |
| 1985   | I                | I liga           | 3/10             | 3/10             |                                  |
| 1986   | I                | I liga           | 3/10             | 3/10             |                                  |
| 1987   | I                | I liga           | 1/10             | 1/10             |                                  |
| 1988   | I                | I liga           | 1/10             | 1/10             |                                  |
| 1989   | I                | I liga           | 1/10             | 1/10             |                                  |
| 1990   | I                | I liga           | 6/8              | 6/8              |                                  |
| 1991   | I                | I liga           | 7/8              | 7/8              | Przegrane baraże o utrzymanie    |
| 1992   | II               | II liga          | 2/11             | 2/11             |                                  |
| 1993   | I                | I liga           | 7/10             | 7/10             |                                  |
| 1994   | I                | I liga           | 9/10             | 9/10             |                                  |
| 1995   | II               | II liga          | 3/10             | 3/10             |                                  |
| 1996   | II               | II liga          | 1/12             | 1/12             |                                  |
| 1997   | I                | I liga           | 5/10             | 5/10             |                                  |
| 1998   | I                | I liga           | 4/10             | 4/10             |                                  |
| 1999   | I                | I liga           | 5/10             | 5/10             |                                  |
| 2000   | I                | Ekstraliga       | 7/8              | 7/8              | Wygrane baraże o utrzymanie      |
| 2001   | I                | Ekstraliga       | 7/8              | 7/8              | Wygrane baraże o utrzymanie      |
| 2002   | I                | Ekstraliga       | 2/8              | 2/8              |                                  |
| 2003   | I                | Ekstraliga       | 6/8              | 6/8              |                                  |
| 2004   | I                | Ekstraliga       | 5/8              | 5/8              |                                  |
| 2005   | I                | Ekstraliga       | 5/8              | 5/8              |                                  |
| 2006   | I                | Ekstraliga       | 5/8              | 5/8              |                                  |
| 2007   | I                | Ekstraliga       | 1/8              | 1/8              |                                  |
| 2008   | I                | Ekstraliga       | 2/8              | 2/8              |                                  |
| 2009   | I                | Ekstraliga       | 5/8              | 5/8              |                                  |
| 2010   | I                | Ekstraliga       | 1/8              | 1/8              |                                  |
| 2011   | I                | Ekstraliga       | 2/8              | 2/8              |                                  |
| 2012   | I                | Ekstraliga       | 5/10             | 5/10             |                                  |
| 2013   | I                | Ekstraliga       | 6/10             | 6/10             |                                  |
| 2014   | I                | Ekstraliga       | 2/8              | 2/8              |                                  |
| 2015   | I                | Ekstraliga       | 1/8              | 1/8              |                                  |
| 2016   | I                | Ekstraliga       | 7/8              | 7/8              | Baraże nie zostały zorganizowane |
| 2017   | I                | Ekstraliga       | 1/8              | 1/8              |                                  |
| 2018 2 | I                | Ekstraliga       | 1/8              | 1/8              |                                  |
| 2019 2 | I                | Ekstraliga       | 1/8              | 1/8              |                                  |
| 2020 2 | I                | Ekstraliga       | 1/8              | 1/8              |                                  |
| 2021 2 | I                | Ekstraliga       | 4/8              | 4/8              |                                  |
| 2022   | I                | Ekstraliga       | 6/8              | 6/8              |                                  |
| 2023   | I                | Ekstraliga       | 6/8              | 6/8              |                                  |
| 2024   | I                | Ekstraliga       | 8/8              | 8/8              |                                  |
| 2025   | II               | 2. Ekstraliga    | ?/8              | ?/8              |                                  |

| Poziom ligowy | Liczba sezonów | Sezony                                                      |
| ------------- | -------------- | ----------------------------------------------------------- |
| I             | 66             | 1948–1956, 1958–1964, 1970, 1973–1991, 1993–1994, 1997–2024 |
| II            | 12             | 1957, 1965–1969, 1971–1972, 1992, 1995–1996, 2025–          |

1 Na podstawie decyzji GKSŻ z 10 października 1984 roku klub został pozbawiony tytułu mistrzowskiego.

2 Przed sezonem 2018 Unia Leszno podjęła współpracę z Kolejarzem Rawicz, w wyniku czego w latach 2018–2021 w rozgrywkach ligowych występowała również druga drużyna Unii Leszno. Zespół startował w Rawiczu pod szyldem Kolejarza.

## Osiągnięcia

### Krajowe
Poniższe zestawienia obejmują osiągnięcia klubu oraz indywidualne osiągnięcia zawodników w rozgrywkach pod egidą PZM, GKSŻ oraz Ekstraligi.

#### Mistrzostwa Polski
Drużynowe mistrzostwa Polski
- 1. miejsce (18): 1949, 1950, 1951, 1952, 1953, 1954, 1979, 1980, 1984[c], 1987, 1988, 1989, 2007, 2010, 2015, 2017, 2018, 2019, 2020
- 2. miejsce (8): 1948, 1977, 1982, 1983, 2002, 2008, 2011, 2014
- 3. miejsce (7): 1958, 1962, 1975, 1976, 1981, 1985, 1986

Drużynowe mistrzostwa Polski juniorów
- 1. miejsce (6): 1978, 1979, 2001, 2008, 2014, 2016
- 2. miejsce (3): 1983, 1985, 2006
- 3. miejsce (4): 1996, 1997, 2009, 2018

Mistrzostwa Polski par klubowych
- 1. miejsce (10): 1980, 1984, 1987, 1988, 1989, 2003, 2012, 2015, 2019, 2020
- 2. miejsce (10): 1978, 1982, 1985, 1991, 1994, 1999, 2008, 2016[d], 2022, 2023
- 3. miejsce (2): 2007, 2009

Młodzieżowe mistrzostwa Polski par klubowych
- 1. miejsce (9): 1996, 1997, 2005, 2009, 2014, 2016, 2017, 2018, 2025
- 2. miejsce (2): 2004, 2015
- 3. miejsce (2): 1986, 2011

Indywidualne mistrzostwa Polski
- 1. miejsce (14):
  - 1947 – Bolesław Dobrowolski (kl. 130 cm³)
  - 1949 – Alfred Smoczyk
  - 1950 – Józef Olejniczak
  - 1963 – Henryk Żyto
  - 1976 – Zdzisław Dobrucki
  - 1978 – Bernard Jąder
  - 1980 – Bernard Jąder
  - 1981 – Roman Jankowski
  - 1988 – Roman Jankowski
  - 1990 – Zenon Kasprzak
  - 2010 – Janusz Kołodziej
  - 2011 – Jarosław Hampel
  - 2018 – Piotr Pawlicki
  - 2019 – Janusz Kołodziej
- 2. miejsce (10):
  - 1947 – Alfred Smoczyk (kl. 250 cm³)
  - 1955 – Andrzej Krzesiński
  - 1962 – Henryk Żyto
  - 1987 – Zenon Kasprzak
  - 1988 – Jan Krzystyniak
  - 1996 – Adam Łabędzki
  - 2008 – Jarosław Hampel
  - 2009 – Krzysztof Kasprzak
  - 2014 – Piotr Pawlicki
  - 2016 – Piotr Pawlicki
- 3. miejsce (9):
  - 1961 – Henryk Żyto
  - 1982 – Roman Jankowski
  - 1987 – Roman Jankowski
  - 1988 – Zenon Kasprzak
  - 1996 – Roman Jankowski
  - 2007 – Damian Baliński
  - 2018 – Janusz Kołodziej
  - 2021 – Janusz Kołodziej
  - 2022 – Janusz Kołodziej

Młodzieżowe indywidualne mistrzostwa Polski
- 1. miejsce (9):
  - 1967 – Zbigniew Jąder
  - 1968 – Zdzisław Dobrucki
  - 1969 – Zdzisław Dobrucki
  - 1972 – Bernard Jąder
  - 1979 – Mariusz Okoniewski
  - 1983 – Piotr Pawlicki
  - 2016 – Daniel Kaczmarek
  - 2017 – Bartosz Smektała
  - 2020 – Dominik Kubera
- 2. miejsce (12):
  - 1967 – Zdzisław Dobrucki
  - 1968 – Zbigniew Jąder
  - 1980 – Grzegorz Sterna
  - 1991 – Adam Łabędzki
  - 2004 – Krzysztof Kasprzak
  - 2009 – Sławomir Musielak
  - 2012 – Kamil Adamczewski
  - 2014 – Piotr Pawlicki
  - 2015 – Piotr Pawlicki
  - 2017 – Dominik Kubera
  - 2018 – Bartosz Smektała
  - 2019 – Dominik Kubera
- 3. miejsce (7):
  - 1978 – Roman Jankowski
  - 1979 – Roman Jankowski
  - 1985 – Dariusz Baliński
  - 1996 – Damian Baliński
  - 2001 – Łukasz Jankowski
  - 2016 – Bartosz Smektała
  - 2023 – Damian Ratajczak

#### Pozostałe
Puchar PZM
- 3. miejsce (3): 1962, 1963, 1964

Młodzieżowy Puchar PZM
- 1. miejsce (1): 1977

Drużynowy Puchar Polski
- 1. miejsce (3): 1978, 1979, 1980
- 2. miejsce (2): 1997, 1998

Indywidualny Puchar Polski
- 2. miejsce (1):
  - 1989 – Roman Jankowski
- 3. miejsce (1):
  - 1987 – Roman Jankowski

Złoty Kask
- 1. miejsce (11):
  - 1982 – Roman Jankowski
  - 1984 – Roman Jankowski
  - 1986 – Roman Jankowski
  - 1987 – Zenon Kasprzak
  - 2008 – Damian Baliński
  - 2009[e] – Janusz Kołodziej
  - 2010 – Janusz Kołodziej
  - 2012 – Piotr Pawlicki
  - 2014 – Przemysław Pawlicki
  - 2015 – Przemysław Pawlicki
  - 2018 – Jarosław Hampel
- 2. miejsce (8):
  - 1961 – Henryk Żyto
  - 1988 – Jan Krzystyniak
  - 1990 – Roman Jankowski
  - 1992 – Roman Jankowski
  - 2005 – Damian Baliński
  - 2008 – Jarosław Hampel
  - 2017 – Janusz Kołodziej
  - 2021 – Janusz Kołodziej
- 3. miejsce (12):
  - 1963 – Henryk Żyto
  - 1979 – Mariusz Okoniewski
  - 1987 – Roman Jankowski
  - 1988 – Zenon Kasprzak
  - 1991 – Piotr Pawlicki
  - 1996 – Roman Jankowski
  - 2007 – Krzysztof Kasprzak
  - 2011 – Janusz Kołodziej
  - 2012 – Przemysław Pawlicki
  - 2015 – Piotr Pawlicki
  - 2017 – Piotr Pawlicki
  - 2018 – Janusz Kołodziej

Srebrny Kask
- 1. miejsce (9):
  - 1976 – Mariusz Okoniewski
  - 1979 – Roman Jankowski
  - 2002 – Krzysztof Kasprzak
  - 2012 – Przemysław Pawlicki
  - 2013 – Piotr Pawlicki
  - 2014 – Piotr Pawlicki
  - 2018 – Bartosz Smektała
  - 2019 – Dominik Kubera
  - 2020 – Dominik Kubera
- 2. miejsce (6):
  - 1972 – Bernard Jąder
  - 1976 – Roman Jankowski
  - 1977 – Mariusz Okoniewski
  - 2016 – Bartosz Smektała
  - 2017 – Dominik Kubera
  - 2023 – Damian Ratajczak
- 3. miejsce (5):
  - 1977 – Kazimierz Adamczak
  - 1983 – Zenon Kasprzak
  - 1986 – Zbigniew Krakowski
  - 2009 – Sławomir Musielak
  - 2017 – Bartosz Smektała

Brązowy Kask
- 1. miejsce (8):
  - 1991 – Adam Łabędzki
  - 1996 – Damian Baliński
  - 2007 – Adam Kajoch
  - 2016 – Bartosz Smektała
  - 2017 – Dominik Kubera[f]
  - 2017 – Wiktor Lis[f]
  - 2017 – Bartosz Smektała[f]
  - 2018 – Dominik Kubera
- 2. miejsce (6):
  - 1990 – Adam Łabędzki
  - 2002 – Norbert Kościuch
  - 2003 – Krzysztof Kasprzak
  - 2006 – Mateusz Jurga
  - 2012 – Piotr Pawlicki
  - 2016 – Daniel Kaczmarek
- 3. miejsce (6):
  - 1981 – Marek Bzdęga
  - 1994 – Robert Mikołajczak
  - 2002 – Krzysztof Kasprzak
  - 2013 – Piotr Pawlicki
  - 2023 – Damian Ratajczak
  - 2025 – Kacper Mania

Liga Juniorów
- 1. miejsce (4): 2008, 2009, 2012, 2016
- 2. miejsce (1): 2014
- 3. miejsce (1): 2010

Indywidualne mistrzostwa Ligi Juniorów
- 1. miejsce (2):
  - 2012 – Kamil Adamczewski
  - 2016 – Bartosz Smektała
- 2. miejsce (4):
  - 2008 – Robert Kasprzak
  - 2010 – Piotr Pawlicki
  - 2012 – Piotr Pawlicki
  - 2016 – Dominik Kubera
- 3. miejsce (4):
  - 2008 – Przemysław Pawlicki
  - 2011 – Tobiasz Musielak
  - 2014 – Tobiasz Musielak
  - 2015 – Bartosz Smektała

Ekstraliga U24
- 2. miejsce (1): 2022
- 3. miejsce (1): 2024

Indywidualne międzynarodowe mistrzostwa Ekstraligi
- 1. miejsce (1):
  - 2021 –  Jason Doyle
- 2. miejsce (4):
  - 2015 –  Piotr Pawlicki
  - 2018 –  Piotr Pawlicki
  - 2019 –  Piotr Pawlicki
  - 2021 –  Janusz Kołodziej

### Międzynarodowe
Poniższe zestawienia obejmują osiągnięcia klubu oraz indywidualne osiągnięcia zawodników krajowych (w zawodach drużynowych, par i indywidualnych) i zagranicznych (w zawodach indywidualnych) w rozgrywkach pod egidą FIM oraz FIM Europe.

#### Mistrzostwa świata
Drużynowe mistrzostwa świata
- 1. miejsce (8):
  - 1961 –  Henryk Żyto
  - 2007 –  Damian Baliński, Jarosław Hampel i Krzysztof Kasprzak
  - 2009 –  Jarosław Hampel i Krzysztof Kasprzak
  - 2010 –  Jarosław Hampel i Janusz Kołodziej
  - 2011 –  Jarosław Hampel i Janusz Kołodziej
  - 2016 –  Piotr Pawlicki
  - 2017 –  Piotr Pawlicki i Bartosz Smektała
  - 2023 –  Janusz Kołodziej
- 2. miejsce (2):
  - 2008 –  Jarosław Hampel
  - 2020 –  Dominik Kubera
- 3. miejsce (3):
  - 1972 –  Zdzisław Dobrucki
  - 1980 –  Roman Jankowski
  - 2015 –  Przemysław Pawlicki

Drużynowe mistrzostwa świata juniorów
- 1. miejsce (10):
  - 2005 –  Krzysztof Kasprzak
  - 2009 –  Przemysław Pawlicki
  - 2012 –  Tobiasz Musielak i Przemysław Pawlicki
  - 2014 –  Piotr Pawlicki
  - 2015 –  Piotr Pawlicki
  - 2016 –  Daniel Kaczmarek i Bartosz Smektała
  - 2017 –  Dominik Kubera i Bartosz Smektała
  - 2018 –  Bartosz Smektała
  - 2019 –  Dominik Kubera i Bartosz Smektała
  - 2020 –  Dominik Kubera
- 2. miejsce (1):
  - 2013 –  Piotr Pawlicki

Indywidualne mistrzostwa świata
- 2. miejsce (2):
  - 2007 –  Leigh Adams
  - 2010 –  Jarosław Hampel
- 3. miejsce (6):
  - 2005 –  Leigh Adams
  - 2011 –  Jarosław Hampel
  - 2014 –  Nicki Pedersen
  - 2015 –  Nicki Pedersen
  - 2019 –  Emil Sajfutdinow
  - 2021 –  Emil Sajfutdinow

Indywidualne mistrzostwa świata juniorów
- 1. miejsce (4):
  - 2005 –  Krzysztof Kasprzak
  - 2014 –  Piotr Pawlicki
  - 2018 –  Bartosz Smektała
  - 2020 –  Jaimon Lidsey
- 2. miejsce (8):
  - 2002 –  Krzysztof Kasprzak
  - 2009 –  Jurica Pavlic
  - 2013 –  Piotr Pawlicki
  - 2017 –  Bartosz Smektała
  - 2019 –  Bartosz Smektała
  - 2020 –  Dominik Kubera
  - 2023 –  Damian Ratajczak
  - 2024 –  Nazar Parnicki
- 3. miejsce (3):
  - 2008 –  Jurica Pavlic
  - 2014 –  Mikkel Michelsen
  - 2019 –  Dominik Kubera

#### Mistrzostwa Europy
Drużynowe mistrzostwa Europy
- 1. miejsce (1):
  - 2022 –  Janusz Kołodziej

Drużynowe mistrzostwa Europy juniorów
- 1. miejsce (10):
  - 2009 –  Sławomir Musielak i Przemysław Pawlicki
  - 2012 –  Tobiasz Musielak, Piotr Pawlicki i Przemysław Pawlicki
  - 2013 –  Piotr Pawlicki
  - 2014 –  Piotr Pawlicki
  - 2015 –  Bartosz Smektała
  - 2016 –  Daniel Kaczmarek, Dominik Kubera i Bartosz Smektała
  - 2017 –  Dominik Kubera i Bartosz Smektała
  - 2019 –  Dominik Kubera
  - 2020 –  Dominik Kubera
  - 2023 –  Damian Ratajczak
- 2. miejsce (1):
  - 2018 –  Dominik Kubera

Mistrzostwa Europy par
- 1. miejsce (3):
  - 2005 –  Krzysztof Kasprzak
  - 2011 –  Jarosław Hampel
  - 2017 –  Grzegorz Zengota
- 2. miejsce (1):
  - 2014 –  Damian Baliński

Mistrzostwa Europy par juniorów
- 1. miejsce (1):
  - 2023 –  Damian Ratajczak

Indywidualne mistrzostwa Europy
- 1. miejsce (5):
  - 2003 –  Krzysztof Kasprzak
  - 2007 –  Jurica Pavlic
  - 2015 –  Emil Sajfutdinow
  - 2016 –  Nicki Pedersen
  - 2024 –  Andžejs Ļebedevs
- 2. miejsce (4):
  - 2002 –  Krzysztof Kasprzak
  - 2015 –  Nicki Pedersen
  - 2018 –  Jarosław Hampel
  - 2022 –  Janusz Kołodziej
- 3. miejsce (3):
  - 2007 –  Patrick Hougaard
  - 2014 –  Nicki Pedersen
  - 2023 –  Janusz Kołodziej

Indywidualne mistrzostwa Europy juniorów
- 1. miejsce (5):
  - 2009 –  Przemysław Pawlicki
  - 2013 –  Mikkel Michelsen
  - 2018 –  Dominik Kubera
  - 2022 –  Jesper Knudsen
  - 2024 –  Nazar Parnicki
- 2. miejsce (4):
  - 2007 –  Jurica Pavlic
  - 2012 –  Tobiasz Musielak
  - 2017 –  Bartosz Smektała
  - 2023 –  Damian Ratajczak
- 3. miejsce (1):
  - 2015 –  Bartosz Smektała

#### Pozostałe
Puchar Europy par U-19
- 1. miejsce (1):
  - 2018 –  Szymon Szlauderbach

Indywidualny Puchar Europy U-19
- 2. miejsce (1):
  - 2018 –  Szymon Szlauderbach
- 3. miejsce (1):
  - 2017 –  Bartosz Smektała

## Zawodnicy

### Kadra drużyny
Stan na 2 lipca 2025
| Kat.                                                   | Nar.      | Fed.      | Żużlowiec        | DMP (2SE) | U24E | DMPJ | Uwagi                                        |
| ------------------------------------------------------ | --------- | --------- | ---------------- | --------- | ---- | ---- | -------------------------------------------- |
| S                                                      | Australia | Australia | Ben Cook         | T         |      |      |                                              |
| S                                                      | Polska    | Polska    | Janusz Kołodziej | T         |      |      |                                              |
| S                                                      | Australia | Australia | Josh Pickering   | T         |      |      |                                              |
| S                                                      | Polska    | Polska    | Grzegorz Zengota | T         |      |      |                                              |
| U21                                                    | Polska    | Polska    | Maksym Borowiak  |           |      |      | Wypożyczony do ROW-u Rybnik                  |
| U21                                                    | Polska    | Polska    | Antoni Mencel    | T         | T    | T    |                                              |
| U21                                                    | Polska    | Polska    | Damian Ratajczak |           |      |      | Wypożyczony do ZKŻ-u Zielona Góra            |
| U21                                                    | Australia | Australia | Tate Zischke     | T         | T    |      |                                              |
| U19                                                    | Polska    | Polska    | Hubert Jabłoński |           |      |      | Wypożyczony do Stali Gorzów Wlkp.            |
| U19                                                    | Ukraina   | Ukraina   | Nazar Parnicki   | T         | T    |      |                                              |
| U19                                                    | Polska    | Polska    | Jakub Żurek      |           | T    |      | Wypożyczony do Polonii Piła                  |
| U17                                                    | Polska    | Polska    | Marcel Juskowiak |           | T    | T    | Wypożyczony do Startu Gniezno                |
| U17                                                    | Polska    | Polska    | Emil Konieczny   | T         | T    | T    |                                              |
| U17                                                    | Polska    | Polska    | Kacper Mania     | T         | T    | T    |                                              |
| U17                                                    | Polska    | Polska    | Kuba Wojtyńka    | T         | T    | T    |                                              |
| U16                                                    | Polska    | Polska    | Filip Gano       |           |      | T    | Do 4 listopada 2025 tylko zawody młodzieżowe |
| „” oznacza, że zawodnik został zgłoszony do rozgrywek. |           |           |                  |           |      |      |                                              |